# 테오 알렉산더
테오 알렉산더(Theo Alexander, 1981년 1월 1일 ~ )는 그리스의 배우이다.
아테네에서 태어났다.

## 방송
- 트루 블러드 시즌3

## 영화
- 목요일이었던 남자 (2016년) - 금요일 역
- 메테오라 (2012년)
- 루징 컨트롤 (2011년) - 모리지오 역
- 엘 그레코 (2007년)